# Anna Herzyk
Anna Dorota Herzyk (ur. 1946) – polski psycholog i neuropsycholog, kierownik Zakładu Psychologii Klinicznej i Neuropsychologii w Instytucie Psychologii UMCS w Lublinie. Wieloletni wiceprezes Zarządu Głównego Polskiego Towarzystwa Neuropsychologicznego oraz członek komisji neuropsychologicznej PAN.

## Przebieg pracy naukowo-dydaktycznej
Karierę naukową od początku związała z Lublinem. W 1977 roku rozpoczęła pracę w Zakładzie Psychologii Klinicznej i Neuropsychologii, Instytutu Psychologii, Wydziału Pedagogiki i Psychologii UMCS w Lublinie, który utworzono w tym samym roku.
We wczesnych etapach pracy naukowej jej opiekunem i mentorem zawodowym był profesor dr hab. Marceli Klimkowski, twórca lubelskiej szkoły neuropsychologii klinicznej, uczeń Aleksandra Romanowicza Łurii.
W 1980 roku obroniła rozprawę doktorską zatytułowaną „Zależność zapamiętywania i odtwarzania od struktury tekstu”, napisaną pod opieką naukową profesora dr hab. Marcelego Klimkowskiego. W 1995 roku uzyskała stopień doktora habilitowanego nauk humanistycznych w zakresie psychologii, specjalność: neuropsychologia, za rozprawę zatytułowaną „Asymetria i integracja półkulowa a zachowanie”. Rok później objęła funkcję kierownika Zakładu Psychologii Klinicznej i Neuropsychologii, którą pełni do dzisiaj.
Tytuł profesora nauk humanistycznych w zakresie psychologii ze specjalnością w neuropsychologii i psychologii klinicznej otrzymała w 2005 roku, a w 2006 roku została uhonorowana nagrodą zespołową przez Ministra Nauki i Szkolnictwa Wyższego za współautorstwo podręcznika pt. „Psychologia kliniczna” (red. H. Sęk, Wyd. PWN).
Jest współredaktorem czasopisma naukowego Acta Neuropsychologica oraz redaktorem naukowej serii wydawniczej Neuropsychologia Kliniczna publikowanej od 1996 roku. W dotychczasowej pracy naukowo-dydaktycznej pod jej kierunkiem napisano pięć doktoratów oraz około 300 prac magisterskich z zakresu psychologii klinicznej i neuropsychologii.

## Zainteresowania naukowe
Do jej zainteresować naukowych należą:
- neuronalne uwarunkowania kształtowania się psychiki człowieka
- asymetria mózgowa procesów psychicznych
- neurobiologiczne podstawy emocji, uczuć i osobowości
- zagadnienia diagnozy i terapii neuropsychologicznej
- neuropsychologia świadomości i nieświadomości
- neuropsychologia medyczna
- miejsce i rola neuropsychologii klinicznej w ekspansywnie rozwijających się neuronaukach

## Wybrane publikacje
- Klimkowski M., Herzyk A. (red.) (1987). Diagnoza neuropsychologiczna - przegląd  zagadnień. Wyd. UMCS, Lublin.
- Klimkowski M., Herzyk A. (red.) (1994). Neuropsychologia kliniczna. Wybrane zagadnienia. Wyd. UMCS, Lublin.
- Herzyk A., Kądzielawa D. (red.) (1996). Zaburzenia w funkcjonowaniu człowieka z perspektywy neuropsychologii klinicznej. Wyd. UMCS, Lublin.
- Herzyk A., Kądzielawa D. (red.) (1997/1998/2002). Związek mózg-zachowanie w ujęciu neuropsychologii klinicznej. Wyd. UMCS, Lublin.
- Herzyk A. (2000/2003). Mózg, emocje, uczucia. Analiza neuropsychologiczna Wyd. UMCS, Lublin.
- Herzyk A., Daniluk B, Pąchalska M., MacQueen B.D. (red.) (2003) Neuropsychologiczne konsekwencje urazów głowy: Jakość życia pacjentów. Wyd. UMCS, Lublin.
- Herzyk A. (2005). Osobliwości w działaniu mózgu. W: K. Jodzio (red.) Neuronalny świat umysłu. Wyd. Impuls, Kraków.
- Herzyk A. (2005/2009). Wprowadzenie do neuropsychologii klinicznej. Wyd. SCHOLAR, Warszawa.
- Herzyk A. (2011). Neuropsychologia kliniczna wobec zjawisk świadomości i nieświadomości. Wydawnictwo Naukowe PWN, Warszawa.